# 有芸村
有芸村（うげいむら）は、昭和31年（1956年）まで岩手県下閉伊郡にあった村。現在の岩泉町上有芸・下有芸・鼠入にあたる。

## 沿革
- 明治22年（1889年）4月1日 - 町村制施行にともない、上有芸村・下有芸村・鼠入村の計3か村が合併して北閉伊郡有芸村が発足。岩泉村・安家村と組合村を形成。
- 1897年（明治30年）4月1日 - 郡の統合により北閉伊郡・中閉伊郡・東閉伊郡が合併して下閉伊郡が発足[1]。下閉伊郡有芸村となる。
- 大正11年（1922年）8月1日 - 岩泉村の町制施行にともない、町村組合の形態が岩泉町外二箇所組合となる。
- 昭和3年（1928年）10月31日 - 岩泉町・安家村との組合を解消。
- 昭和31年（1956年）9月30日 - 岩泉町・安家村・大川村・小本村と合併し、新制の岩泉町となる。

## 行政

### 歴代村長
岩泉・安家・有芸組合村長および岩泉町外二箇所（安家・有芸）組合町村長
岩泉町の項を参照のこと
有芸村長
| 代 | 氏名         | 就任                       | 退任                       | 備考 |
| -- | ------------ | -------------------------- | -------------------------- | ---- |
| 1  | 佐々木幸蔵   | 昭和3年（1928年）10月31日  | 昭和7年（1932年）11月5日   |      |
| 2  | 佐々木治八郎 | 昭和7年（1932年）11月6日   | 昭和7年（1932年）11月20日  |      |
| 3  | 坂本清吉     | 昭和7年（1932年）11月21日  | 昭和8年（1933年）1月9日    |      |
| 4  | 滝沢理吉     | 昭和8年（1933年）1月10日   | 昭和10年（1935年）8月27日  |      |
| 5  | 大森庄次郎   | 昭和10年（1935年）8月28日  | 昭和13年（1938年）8月13日  |      |
| 6  | 阿部良吉     | 昭和13年（1938年）8月14日  | 昭和15年（1940年）8月27日  |      |
| 7  | 山岸政五郎   | 昭和15年（1940年）3月2日   | 昭和15年（1940年）9月5日   |      |
| 8  | 有原繁造     | 昭和15年（1940年）9月6日   | 昭和17年（1942年）4月4日   |      |
| 9  | 佐々木利雄   | 昭和17年（1942年）4月5日   | 昭和21年（1946年）11月24日 |      |
| 10 | 中野善次郎   | 昭和21年（1946年）11月25日 | 昭和22年（1947年）4月4日   |      |
| 11 | 沢田理兵衛   | 昭和22年（1947年）4月5日   | 昭和30年（1955年）4月30日  |      |
| 12 | 中村久八     | 昭和30年（1955年）5月1日   | 昭和31年（1956年）9月29日  |      |

## 出身・ゆかりのある人物
- 伊達勝身（岩泉町長）